# Vasilije IV., ruski car
Vasilije IV. Šujski (1552. – 12. rujna 1612. ) je bio posljednji ruski car iz dinastije Rjurikovič, njena pobočnog ogranka, između 19. svibnja 1606.,  i 17. srpnja 1610. godine

## Dinastija i mladost
Od Danijela do Fjodora I. svi dotadašnji Rurjikoviči koji vladaju Moskovskom državom i potom carstvom potiču po muškoj liniji od Aleksandra Nevskog. Dinastija Šujski s druge strane potiče od mlađeg brata Aleksandra Nevskog, Andreja što je čini drugim dinastičkim ogrankom. Ta dinastija je katkad kao prijatelj, katkad kao neprijatelj odigrala veliku važnost u povijesti Velikog kneževstva Moskve još od XIV. stoljeća kada je po prvi put jedan njen član postao regent Moskve. Slična situacija se ponovila i u XVI. stoljeću kada djed Vasilija IV. Andrej Šujski do svog pogubljenja obavlja dužnost regenta Ivana IV. Groznog. Otac budućeg cara je bio Ivan Šujski carski savjetnik i general u XVI. stoljeću sve do svoje smrti u bitci 1573. godine.
Nakon očeve smrti Vasilije IV. nastavlja njegovim putem postavši ruski general 1574. godine. Niti stupanje na prijestolje cara Fjodora I. pod regenstvom Borisa Godunova tu karijeru ne ometa pošto novi vladar Rusije u pripadnicima dinastije Šujski ne vidi opasnost.  Smrt prestolonasljednika princa Dimitrija u sumnjivim okolnostima prisiljava Borisa Godunova na istragu koju povjerava Vasiliju. Zaključak te istrage u koji malo tko vjeruje je da se princ sam ubio nesretnim slučajem. Taj zaključak je u potpunosti zadovoljio tadašnjeg regenta i budućeg cara tako da ostaje u njegovoj milosti sve do Godunove smrti.

## Car
Smrt Borisa Godunova i dolazak na vlast Lažnog Dimitrija daruje nadu u carsku krunu Vasiliju. Njegova neuspješna buna prolazi bez posljedica pošto ga novi car niti ne pogubljuje niti ne zatvara. Ta ukazana milost ovome budućem caru nije ništa značila, tako da on nastavlja sklapati zavjere sve do uspjeha. Taj uspjeh se dogodio 17. svibnja 1606. godine, kada nakon uspješnog atentata umire car Lažni Dimitrije. Dva dana potom Vasilije je okrunjen za cara.
Njegova vladavina je od prvog trenutka bila osporena. Ivan Bolotnikov general njegovog prethodnika mu je odmah najavio rat i opsjeda Moskvu krajem 1606. godine. U dvije bitke sljedeće godine carev brat Mihajlo je ipak uspio uništiti protivničku vojsku. Da s tom pobjedom nije došao mir i da ga narod i dalje ne želi ubrzo postaje jasno kada te iste godine izbija nova buna, koju vodi Lažni Dimitrije II.  Nakon što je careva vojska poražena 1608. godine, nije vidio drugu mogućnost do likupovine švedske armije koju plaća prepuštanjem dijelova ruskog teritorija. U bitci 14. travnja 1609. godina Vasilijev brat Mihajlo s 12 000 švedskih vojnika uništava snage Lažnog Dimitrija II. darujući kakvu takvu nadu za daljnji mir.  Te velike pobjede carevog brata su izazvale u Vasiliju kao i u njegovom drugom bratu, veliku zavist, pa ga je dao otrovati. Katastrofalni poraz koji nedugo potom uništava rusku vojsku u bitci kod Smolenska je konačni znak nezadovoljnim boljarima da sadašnji car nije sposoban upravljati zemljom. Ubrzo potom 17. srpnja 1610. godineVasilije IV. je bio prisiljen abdicirati. Kada su ubrzo potom poljske trupe ušle u Moskvu, svrgnuti car im je bio predan kao poklon.
Vasilije IV., Šujski je preminuo u Poljskom zatočeništvu 12. rujna 1612. godine. U Rusiji on je bio nakratko naslijeđen od Ladislava budućeg kralja Poljske.

## Vanjske poveznice
- Vasily (IV) Shuysky | tsar of Russia. Britannica

| Prethodnik Lažni Dimitrije | ruski car | Nasljednik Stanislav Zolkievski |